# Матату (маршрутне таксі Кенії)

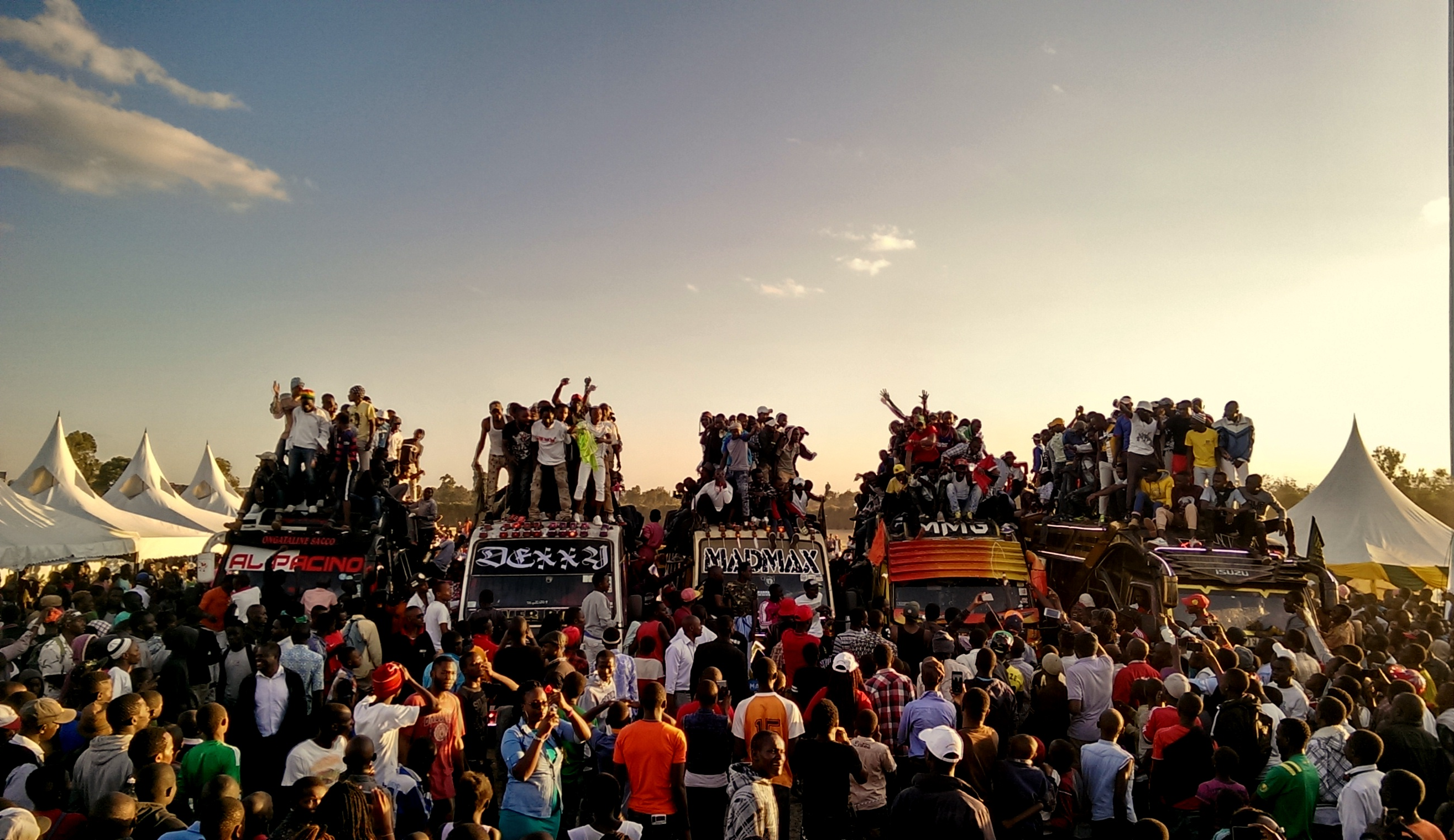
Община матату

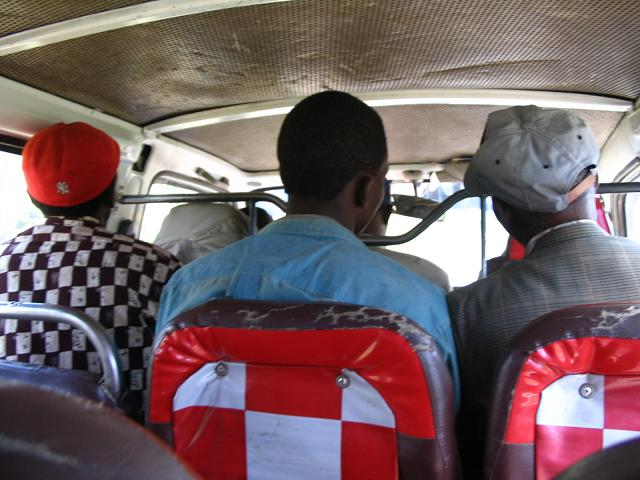
Їзда в кенійському матату — розміром мікроавтобуса

Кенійський матату (відомий як матрей у мові Шенг) є приватними мікроавтобусами, які курсують як маршрутні таксі, хоча пікапи та легкові автомобілі і в минулому використовувались як кенійські таксі. Багато матату часто прикрашені портретами відомих людей або гаслами та приказками. Так само музика, яка звучить в автомобілях часто спрямована на заохочення пасажирів до поїздки і має рекламний характер. Хоча маршрутні таксі існували в Кенії і до 60-х років 20 століття, однак швидкий ріст матату почався у Кенії на початку 1980-х та 1990-х років, а на початку 2000-х широко використовувалися японські мікровени . З 2015 року як матату почали застосовуватися більш великі автобуси.
Ці автобуси курсують маршрутами, які пролягають від терміналів, і використовуються як для поїздок між містами, так і для міських поїздок. Окрім водія, матату може обслуговувати автобусний контролер місцево відомий як маканга, манамба або донда .
Станом на 1999 рік, вони були єдиним видом громадського транспорту в Найробі.
Протягом багатьох років спостерігається конкуренція з єгипетською компанією з автобусних перевезень, що базується в Каїрі, і працює в більш ніж п'яти країнах світу Swvl.
Назва матату також вживається в деяких частинах Нігерії.
Кампанія Зуша (Zusha) з безпеки дорожнього руху виступає за використання наклейок Zusha всередині matatus проти безрозсудного водіння матату.

## Етимологія
Назва матату походить від розмовного слова суахілі, що означає «три». Одне з пояснень полягає в тому, що вагони, спочатку введені в експлуатацію як матату могли бути обладнані трьома рядами лавок для сидінь. Інші джерела стверджують, що три монети були типовим тарифом у 1960-х роках.
Не існує загальноприйнятої думки щодо походження назви, однак джерело новин, яке вказує на її походження, лежить у мові Кікую .

## Громадське сприйняття

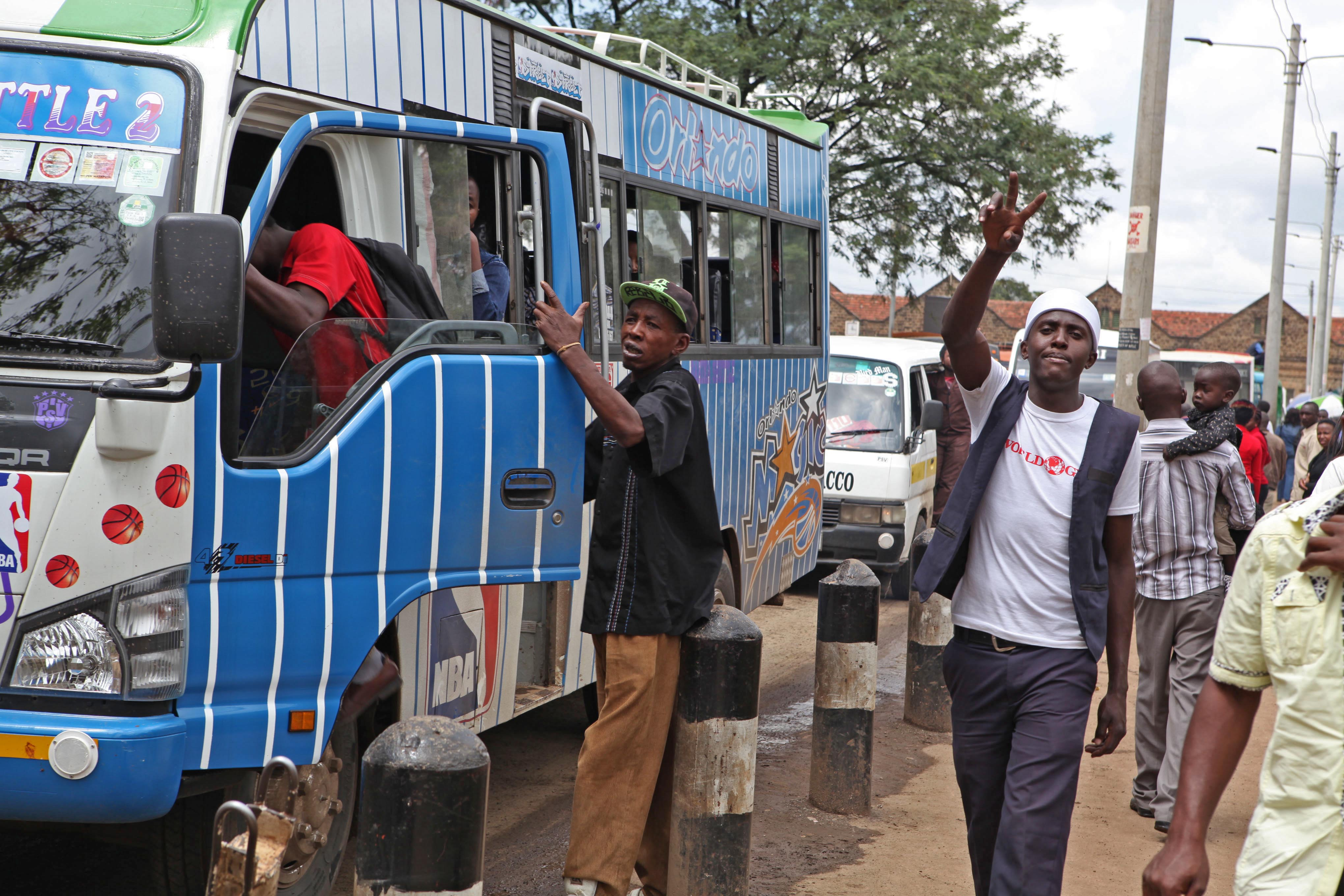

На ранній стадії розвитку цього громадського транспорту у Кенії матату асоціювали із злочинністю та необачною їздою. Як пише один академік, «до кінця 1990-х оператори матату зазвичай розглядалися … кенійцями всіх рангів як злодії, які експлуатували і жорстоко поводилися з пасажирами, та брали участь у насильстві, у бандах або мафії».
На початку 2000-х боротьба за контроль маршрутів матату неформальними групами призвела до насильств та вуличних конфліктів , а сучасні заголовки підкреслюють той факт, що матату сприймали як небезпечний вид транспорту. До них належить стаття 2002 року під назвою «їзда в таксі-фургонах Кенії — це смерть» та ще одна з 1999 року, яка проголосила, що «загрозу смертельного мататусу слід стримувати». Повідомлялося також про жорстоке поводження з пасажирами, яке включає: «словесне та фізичне насильство, крадіжки, викрадення, … сексуальні домагання, побиття та зґвалтування».

## Кенійське регулювання

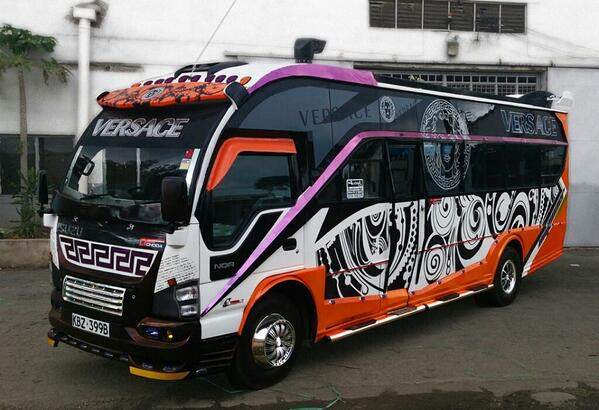
Автобус матату. 2015 рік

Матату вважалося законним починаючи з 1973 року, однак лише в 1984 році для матату було створено і впроваджено основну нормативно-правову базу, було призначено ліцензування та інспекції.
Сьогодні кенійський державний режим описується як такий, що має широкий регуляторний контроль, і в цій країні працівника матату можна арештувати на вулиці просто за спортивну занадто яскраву сорочку. Для роботи матату потрібне основне обладнання безпеки; ці маршрутки повинні бути оснащені ременями безпеки та регуляторами швидкості . Однак незрозуміло, якою мірою дотримуються таких законів.
Нинішня норма не може бути достатнім стримуючим фактором для запобігання дрібних порушень, оскільки навіть прикраси можуть бути заборонені. Закони, що забороняють кричущі фарби та яскраві кольори, були зняті у 2015 році, а станом на 2016 рік матату в Кенії яскраво прикрашені деякими операторами, що платять до 2000 доларів США за можливість розмалювати автомобілі в користувальницьку декоративну фарбу.
У 1990-х та 2000-х роках неформальні групи створили керування маршрутами і вимагали від водіїв матату платити збори. Часом конкуренція за контроль маршрутів спричиняла насильство. Сьогодні індивідуальний матату має бути обов'язково зареєстрований в одній з понад 600 незалежних державних офіційних груп, відомих як SACCO.
Станом на кінець 2010 року кенійська урядова політика спрямована на те, щоб припинити використання матату мікроавтобусів в столиці Найробі на користь більших автобусів на двадцять п'ять і більше місць. Наразі не надається дозвіл жодному новому транспортному засобу матату для роботи в Найробі, тоді як існуючим дозволено продовжувати обслуговувати пасажирів, поки вони не стануть повністю непрацездатними. Однак це може зайняти десять і більше років, щоб полегшити затори, спричинені більш популярними меншими маршрутками.

## Популярні ЗМІ
У серіалі Netflix Sense8 Кафей, який живе в Найробі і є одним з головних героїв, керує матату Ван Даммом, даниною улюбленій зірці бойовика Кафея Жану-Клода Ван Дамму .